# Truppenübungsplatz Oberhofen

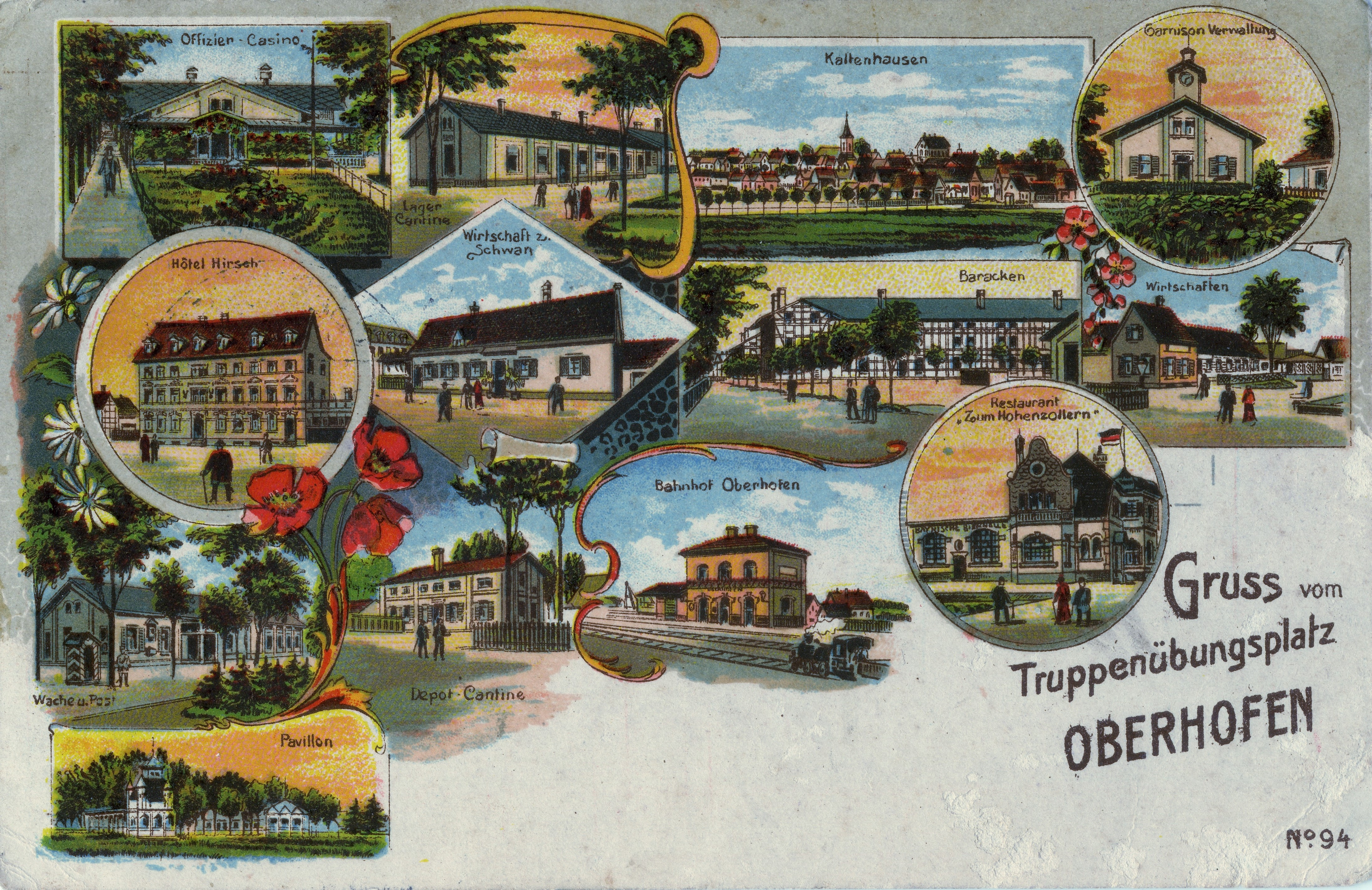
Truppenübungsplatz Oberhofen

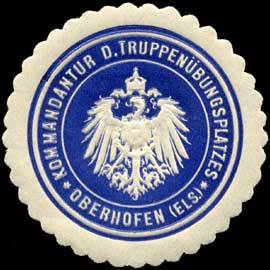
Siegelmarke Kommandantur des Truppenübungsplatzes Oberhofen-Elsaß

Der Truppenübungsplatz Oberhofen (franz. Camp militaire d’Oberhoffen) befindet sich nördlich des Ortes Oberhofen an der Moder im Elsass.

## Geschichte
Nach der Rückeroberung des Elsass durch deutsche Truppen im Deutsch-Französischen Krieg im Jahr 1871 wurden Standorte zur Stationierung deutscher Truppen gesucht. Im Zuge dieser Stationierung wurde 1872 der Truppenübungsplatz Oberhofen an der Moder eingerichtet. Des Weiteren wurde nördlich des Dorfes eine Kaserne gebaut.
Auf der Karte des Deutschen Reiches von 1909 wurde das Gelände Truppen-Übungsplatz Hagenau genannt.
Von 1919 bis 1940 wurde das Gelände von der französischen Armee genutzt. 1940 wurde das Gelände von der deutschen Wehrmacht im Zuge des Westfeldzuges erobert und als Truppenübungsplatz genutzt. Im Jahr 1945 wurden die Anlagen des Übungsplatzes durch schwere Kämpfe während der Operation Nordwind stark zerstört.
Erst in den 1970er Jahren wurden die Trümmer weggeräumt. Seit 1976 nutzt die französische Armee den Truppenübungsplatz wieder selbst.